# باپتیست گابارد
باپتیست گابارد (انگلیسی: Baptiste Gabard؛ زادهٔ تاریخ ورودی نامعتبر است) بازیکن فوتبال است.